# Notoxus appendicinus
Notoxus appendicinus – gatunek chrząszcza z rodziny nakwiatkowatych i podrodziny Notoxinae.
Takson ten opisał po raz pierwszy w 1874 roku Jules Desbrochers des Loges. W zależności od autora traktowany jest jako osobny gatunek lub jako podgatunek w obrębie gatunku Notoxus cavifrons.
Chrząszcz o ciele długości od 3 do 5 mm, porośniętym przylegającym owłosieniem, a na głowie, przedpleczu i pokrywach także wmieszanymi w nie stojącymi szczecinkami. Punktowanie głowy i przedplecza jest rzadkie i delikatne, zaś pokryw gęste i grubsze. Barwa głowy jest czarnobrunatna, przedplecza czerwonobrunatna z przyciemnionym wierzchem, głaszczków, czułków i odnóży żółtobrunatna lub trochę ciemniejsza, zaś pokryw żółtobrunatna z czarnobrunatnym wzorem, typowo złożonym z plamy przytarczkowej, pary plam zabarkowych i zygzakowatej przepaski poprzecznej o kątowo wciętym brzegu tylnym; poszczególne elementy wzoru mogą się jednak ze sobą łączyć. Spód ciała, z odwłokiem włącznie, jest jednolicie jasny. Przednia krawędź przedplecza wyciągnięta jest ponad głową w duży róg. Przy brzegu tylnym przedplecza znajduje się przewężenie z szeroko pośrodku przerwaną przepaską białego owłosienia. Wierzchołki pokryw są zawsze jasne, u samicy zaokrąglone, a u samca ścięte i zaopatrzone w ząbek.
Postaci dorosłe tego owada spotyka się od czerwca do września na gałęziach młodych drzew i kwiatach  baldaszkowatych. Ponadto przylatują do sztucznych źródeł światła.
Gatunek palearktyczny o subpontyjsko-śródziemnomorskim typie rozsiedlenia. W Europie stwierdzony został we Francji (włącznie z Korsyką), Niemczech, Austrii, Włoszech (włącznie z Sardynią i Sycylią), Polsce, Słowacji, na Węgrzech, Ukrainie, w Chorwacji, Bośni i Hercegowinie, Serbii, Czarnogórze, Albanii, Rumunii, Bułgarii, Macedonii Północnej, Grecji (włącznie z Cykladami i Kretą) i południowej Rosji. Poza Europą znany jest z Afryki Północnej, Bliskiego Wschodu i Azji Środkowej. W Polsce gatunek bardzo rzadki, odnotowany dwukrotnie: w 1925 pod Warszawą oraz w 2015 na Górnym Śląsku.